# 大洞遗址
大洞遗址位于中国贵州省盘县珠东乡十里坪村西，是一处旧石器时代遗址，1996年被列为第四批全国重点文物保护单位。
大洞是一个喀斯特溶洞，实测长度共1660米，平面上主要由大洞洞厅、关牛洞、水洞、阴河坡和消洞五条洞道组成。垂直方向上关牛洞为最上层，第二层水洞和阴河坡，大洞洞厅为第三层，消洞为第四层，第五层为消洞的地下暗河，各层之间有竖井、陡坎相通。洞厅均宽35米，纵深220米，面积达8000平方米。
1990年6月，参加旅游资源考察的六盘水市文物工作者在大洞拾到了加工规整的石制品和动物化石数十件，材料送到中国科学院古脊椎动物与古人类研究所，次年该所派人前来考察, 认定这是一个有发掘和研究价值的古遗址。1992年4月14日，由中科院古脊椎动物与古人类研究所、贵州师范大学地理系、六盘水市文管会、盘县特区文化局共同组成的考察队进驻大洞进行地质地貌考察和考古试掘。试掘清理面积约80平方米，出土石制品135件、动物完整牙化石800余枚、各种化石300多公斤。1993年4月至10月，联合考察队对大洞进行了正式发掘，揭露面积12平方米，出土石制品700余件、哺乳动物化石500余件。
大洞遗址的重大发现震惊全国，被评选为1993年度全国十大考古新发现之一。中、美、加和希腊的科学家从1996年开始多学科合作研究，采用先进的考古发掘技术于1996年、1998年、1999年先后进行3次发掘，又获得两枚人牙、上千件石制品和大量动物化石。通过铀系法和电子自旋共振法测定遗址年代为距今26万至15万年，属中更新世晚期。现有研究成果表明，盘县大洞在研究东亚南部从直立人向智人过渡期间人类在体质、文化和行为诸方面的转变问题上具有巨大研究价值。